# Aleksandra Krzos
Aleksandra Krzos est une joueuse de volley-ball polonaise née le 23 juin 1989 à Wrocław. Elle mesure 1,81 m et joue au poste de libero. Elle totalise 19 sélections en équipe de Pologne.

## Clubs
| Club                  | De        | À         |
| --------------------- | --------- | --------- |
| Impel Wrocław         |           | 2011-2012 |
| PSPS Chemik Police    | 2012-2013 | 2014-2015 |
| MKS Muszyna           | 2015-2016 | 2015-2016 |
| KPS Chemik Police     | 2016-2017 | 2018-2019 |
| KS Developres Rzeszów | 2019-2020 | …         |

## Palmarès
- Championnat de Pologne
  - Vainqueur : 2014, 2015, 2017, 2018.
  - Finaliste : 2020.
- Coupe de Pologne
  - Vainqueur : 2014, 2017, 2019.
  - Finaliste : 2015, 2020.
- Supercoupe de Pologne
  - Vainqueur : 2014.
  - Finaliste : 2017, 2018.